# Agromyza plebeia
Agromyza plebeia är en tvåvingeart som beskrevs av Malloch 1914. Agromyza plebeia ingår i släktet Agromyza och familjen minerarflugor.
Artens utbredningsområde är Taiwan. Inga underarter finns listade i Catalogue of Life.